# Helena Gruba
Helena Gruba av Bosnien född 1345, död efter 1399, var en bosnisk monark. Hon var drottning i Bosnien som gift med kung Stefan Dabiša mellan 1391 och 1395, och sedan regerande drottning mellan 1395 och 1398. Hon är Bosniens enda kvinnliga monark. 
Helena tillhörde det adliga huset Nikolić, som regerade landområdet Zachlumia. Hon gifte sig med Stefan Dabiša, som år 1391 efterträdde sin släkting Stefan Tvrtko som Bosniens monark. Paret fick ett barn, dottern Stana, som av sin far utnämndes till regent över en förläning. 
Dabiša avled 1395. Han hade utnämnt Sigismund av Ungern, som var gift med hans släkting Maria av Ungern, till sin efterträdare. Den bosniska adeln vägrade dock att godkänna Sigismund som monark och uppsatte i stället änkedrottning Helena på tronen. Adeln, som hade upphöjt Helena till monark, gjorde sig under hennes regeringstid fria från kronans överhöghet, och Helena kunde bara utöva sin makt över området kring huvudstaden. Hon lyckades dock upprätta ett fördelaktigt handelsavtal med republiken Dubrovnik. 
År 1398 blev hon avsatt av adeln och ersatt med Stefan Ostoja. Orsaken är okänd, men den kan möjligen ha varit hennes bröders växande makt och rikedom. Helena kvarblev vid hovet även efter sin avsättning och behandlades med respekt i egenskap av änkedrottning. Hon nämns sist 1399.